# チミチュリ

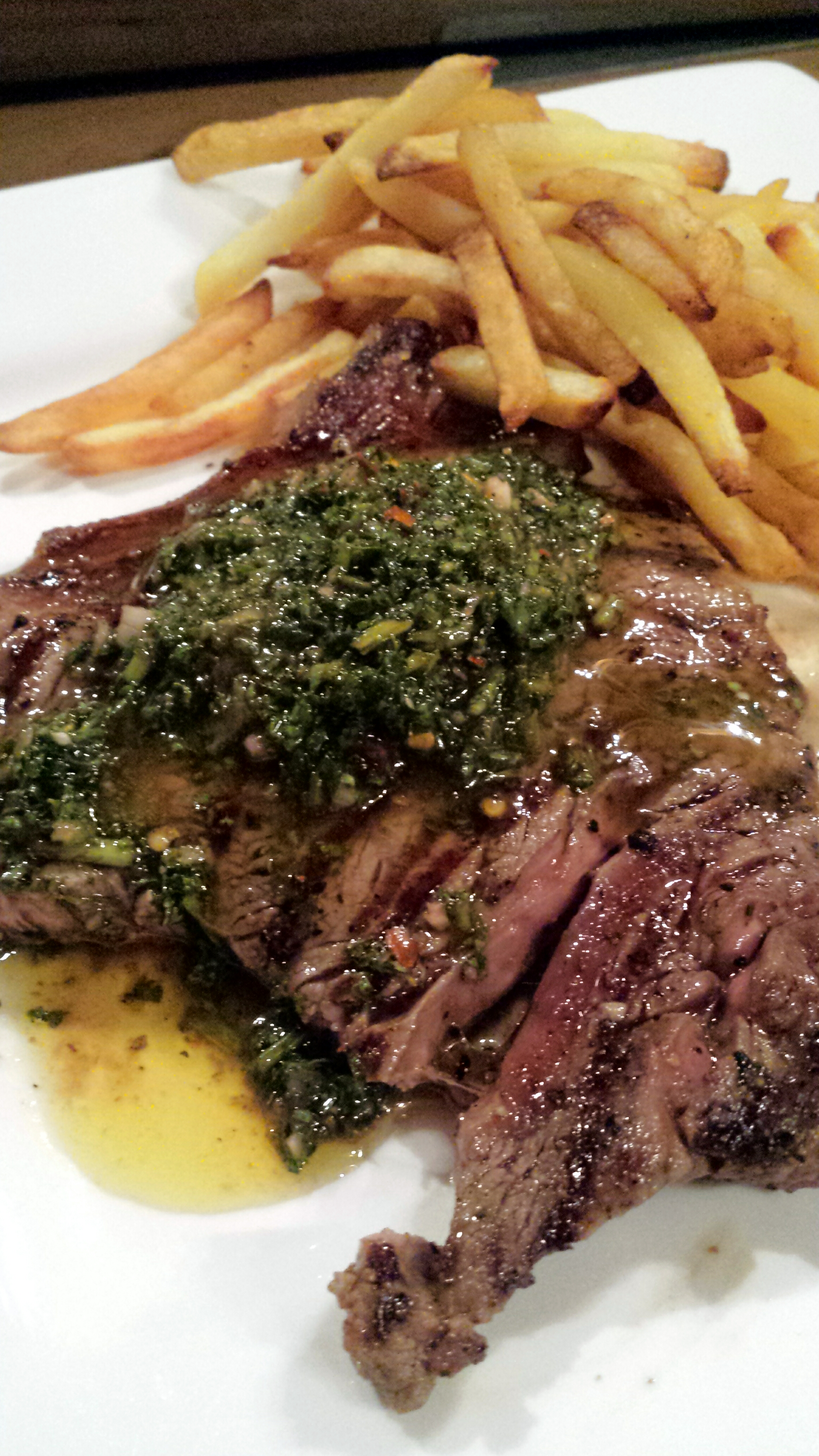
チミチュリソースをかけたビーフステーキ

チミチュリ（スペイン語: chimichurri）は、アルゼンチン発祥のソース。アサードなどの焼肉料理をはじめとする肉料理、ステーキ、豚肉や鶏肉のソテーの他、魚のムニエルにも用いられる。チミチュリソースとも。
オリーブオイルとワインビネガーにパセリを刻んだものとニンニクなどが入っている。国や家庭、レストランによってレシピは異なり、パセリ、ニンニク、オリーブオイル、ワインビネガーは共通であるが、コリアンダー、バジル、タマネギを加えることもある。
中米や南米に普及しており、レストランで通常に提供されているほか、スーパーマーケットでは瓶入りの製品以外にも自宅でオリーブオイル、ワインビネガーを加えて作る乾燥ハーブミックスも販売されている。アメリカ合衆国でも2010年頃から流行を見せている。